# Fördős Zé
Fördős Zoltán, művésznevén Fördős Zé (Budapest, 1977. január 11.) magyar gasztroblogger, televíziós műsorvezető, szerző, a Street Kitchen házigazdája és az Ingatlanvadászok műsorvezetője.

## Életútja és pályafutása
Ötévesen szippantotta be a gasztronómia, akkor mutatta meg neki a nagymamája és édesapja, hogyan is működik egy étterem konyhája. A Xántus János Idegenforgalmi Középiskolában érettségizett, ezután pedig a Budapesti Gazdasági Főiskola Vendéglátó és Szálloda szakának volt hallgatója, ahol Vendéglátó szakmenedzser képesítést szerzett.
Öccsével, Fördős Petivel 2012-ben indította útjára a Szárnyas Ízvadász című gasztroblogot, ennek az utódja a mai Street Kitchen-portál. 2014 óta az RTL A Konyhafőnök című főzőműsorának zsűritagja, 2023-ig összesen 16 évadban szerepelt. 2014-ben A Celeb vagyok, ments ki innen! című műsorban is feltűnt. 2016-ban műsorvezetője volt a Farm című valóságshow-nak Nádai Anikóval együtt. Többször feltűnt a Gyertek át! című műsorban vendégként. 2025-től az Ingatlanvadászok műsorvezetője.
Fördős Zé az UNICEF Magyarország Bajnoka, többször állt a szervezet kezdeményezéseinek élére.

## Filmográfiája

### Televízió

#### Sorozat
| Év        | Cím                 | Szerep | Csatorna         | Megjegyzés              |
| --------- | ------------------- | ------ | ---------------- | ----------------------- |
| 2022      | A Séf meg a többiek | Önmaga |                  | Vendég; 1 epizód        |
| 2022      | Keresztanyu         | Önmaga | Vendég; 4 epizód |                         |
| 2015–2018 | Barátok közt        | Önmaga | Vendég; 2 epizód |                         |
| 2017      | Oltári Csajok       | Önmaga |                  | Vendég; Epizód: 2. rész |

#### Műsor
| Év        | Műsor                           | Szerepkör            | Megjegyzés             |
| --------- | ------------------------------- | -------------------- | ---------------------- |
| 2014–?    | Street Kitchen                  | műsorvezető          |                        |
| 2014–2015 | 8:08 - Minden reggel            | szereplő             | Vendég; 3 epizód       |
| 2014–2024 | A Konyhafőnök                   | műsorvezető/zsűritag |                        |
| 2014      | Celeb vagyok... ments ki innen! | játékos              |                        |
| 2015–     | Fókusz                          | szereplő             | Vendég; 5 epizód       |
| 2015–2017 | A Konyhafőnök Junior            | műsorvezető/zsűritag |                        |
| 2015–2019 | Gyertek át! – a sztárvetélkedő  | játékos              | Vendég; 3 epizód       |
| 2016      | Farm                            | műsorvezető          | Nádai Anikóval vezette |
| 2017–2022 | A Konyhafőnök VIP               | műsorvezető/zsűritag |                        |
| 2017–     | Reggeli                         | szereplő             | Vendég; 7 epizód       |
| 2017      | Fördős Zé Magazin               | műsorvezető          |                        |
| 2018      | DTK: Elviszlek magammal         | szereplő             | Epizód: Fördős Zé      |
| 2022      | Palikék Világa by Manna         | szereplő             | Epizód: Fördős Zé      |
| 2025–     | Ingatlanvadászok                | műsorvezető          |                        |

### Gasztroblog
| Év        | Cím               | Csatorna          | Megjegyzés                                     |
| --------- | ----------------- | ----------------- | ---------------------------------------------- |
| 2012–2013 | Szárnyas Ízvadász | Szárnyas Ízvadász | Házigazda; Helyét a Street Kitchen vette át    |
| 2013–     | Street Kitchen    | Street Kitchen    | Házigazda; A Szárnyas Ízvadász helyét vette át |

## Hobbijai
Szabadidejében az extrém sportoknak hódol és szeret utazni. A hegymászás és túrázás mellett 20 éve siklóernyőzik.

## Könyvei
- A Street Kitchen bemutatja. Fördős Zé a konyhában: Lunchbox (2015). ISBN 9789631232158
- Fördős Zé: 83 kedvenc magyar receptem. Lunchbox (2016). ISBN 9789631266528
- Fördős Zé: Megúszós kaják – 84 ütős cucc. Lunchbox (2017). ISBN 9789786150000
- Fördős Zé: Olasz kaják. Lunchbox (2018). ISBN 9789786150024
- Fördős Zé: Balansz – Receptek, hogy egész évben jól érezd magad. Lunchbox (2019). ISBN 9786150060514
- Fördős Zé: Megúszós kaják 2 – Újabb 101 ütős cucc. Lunchbox (2020). ISBN 9786158161107
- Fördős Zé: Brutális kaják. Lunchbox (2021). ISBN 9786158192118
- Fördős Zé: Ünnepek Á-tól Zé-ig. Street Kitchen (2022). ISBN 9786158161121